# Леспезь (комуна)
Леспезь, Леспезі (рум. Lespezi) — комуна у повіті Ясси в Румунії. До складу комуни входять такі села (дані про населення за 2002 рік):
- Буда (1161 особа)
- Бурсук-Вале (153 особи)
- Бурсук-Дял (809 осіб)
- Думбрава (768 осіб)
- Леспезь (922 особи)
- Хеч (2265 осіб)

Комуна розташована на відстані 328 км на північ від Бухареста, 71 км на захід від Ясс.

## Населення
За даними перепису населення 2002 року у комуні проживали 6078 осіб.
Національний склад населення комуни:
| Національність   | Кількість осіб | Відсоток |
| ---------------- | -------------- | -------- |
| румуни           | 5921           | 97,4%    |
| росіяни-липовани | 126            | 2,1%     |
| цигани           | 28             | 0,5%     |
| угорці           | 1              | < 0,1%   |

Рідною мовою назвали:
| Мова      | Кількість осіб | Відсоток |
| --------- | -------------- | -------- |
| румунська | 6064           | 99,8%    |
| циганська | 9              | 0,1%     |
| російська | 5              | 0,1%     |

Склад населення комуни за віросповіданням:
| Релігія       | Кількість осіб | Відсоток |
| ------------- | -------------- | -------- |
| православні   | 5953           | 97,9%    |
| старообрядці  | 75             | 1,2%     |
| римо-католики | 17             | 0,3%     |
| адвентисти    | 17             | 0,3%     |
| п'ятдесятники | 14             | 0,2%     |
| бретрени      | 2              | < 0,1%   |